# Chen Peina
Chen Peina (en chino: 陈佩娜; Shantou, 19 de junio de 1989) es una deportista china que compitió en vela en la clase RS:X.
Participó en los Juegos Olímpicos de Río de Janeiro 2016, obteniendo una medalla de plata en la clase RS:X. Ganó dos medallas de oro en el Campeonato Mundial de RS:X ,en los años 2015 y 2017.

## Palmarés internacional
| \| Juegos Olímpicos \| Juegos Olímpicos \| Juegos Olímpicos \| Juegos Olímpicos \| \| Año \| Lugar \| Medalla \| Clase \| \| ------------------ \| ----------------------- \| ---------------- \| ---------------- \| \| 2016 \| Río de Janeiro (Brasil) \| Medalla de plata \| RS:X \| \| Campeonato Mundial \| \| \| \| \| Año \| Lugar \| Medalla \| Clase \| \| 2015 \| Al-Mussanah (Omán) \| Medalla de oro \| RS:X \| \| 2017 \| Enoshima (Japón) \| Medalla de oro \| RS:X \| |                         |                  |       |
| Juegos Olímpicos |                         |                  |       |
| Año | Lugar                   | Medalla          | Clase |
| 2016 | Río de Janeiro (Brasil) | Medalla de plata | RS:X  |
| Campeonato Mundial |                         |                  |       |
| Año | Lugar                   | Medalla          | Clase |
| 2015 | Al-Mussanah (Omán)      | Medalla de oro   | RS:X  |
| 2017 | Enoshima (Japón)        | Medalla de oro   | RS:X  |